# فابيان بارون
فابيان بارون (بالفرنسية: Fabien Baron)‏ هو مخرج فني ومصور ومخرج فرنسي، ولد في 5 يوليو 1959 في أنتوني في فرنسا.

## وصلات خارجية
- فابيان بارون على موقع IMDb (الإنجليزية)
- فابيان بارون على موقع ديسكوغز (الإنجليزية)
- فابيان بارون على موقع قاعدة بيانات الفيلم (الإنجليزية)